# Suroît (vent)
Pour les articles homonymes, voir Suroît.

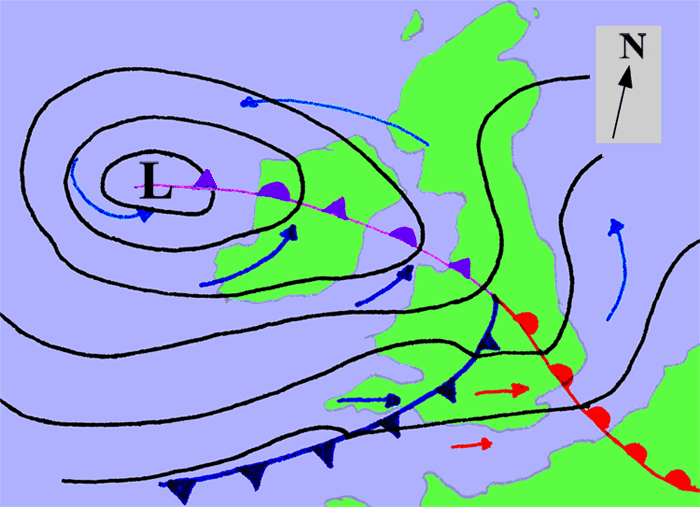
Rotation des vents au passage d'une perturbation.

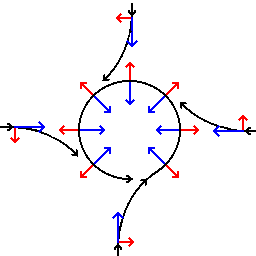
Diagramme des vents qui montre comment ils sont déviés au passage d'une perturbation qui accompagne la zone dépressionnaire, pour donner une circulation anti-horaire dans l'hémisphère nord autour d'une dépression. La force de gradient de pression est en bleu, celle de Coriolis en rouge et le déplacement en noir, donnant en bas du diagramme le suroît.

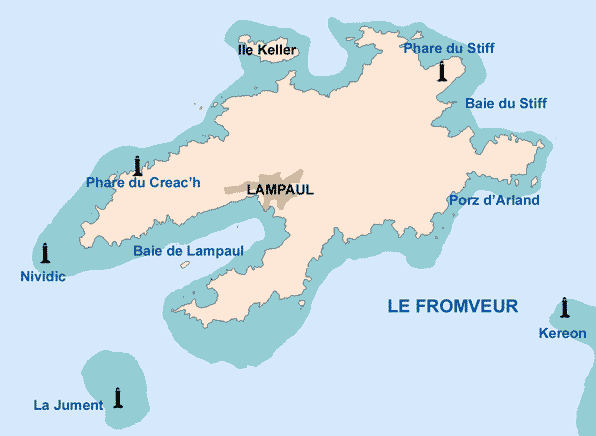
Le port d'Ouessant se trouve à la partie SW de l'île, dans la baie de Lampaul encadrée par les pointes de Pern et de Feuntenvelen qui dessinent la pince de crabe caractéristique. Cette orientation est due au suroît, générateur de houles et de vagues qui sont les agents principaux de l'érosion littorale.

Suroît est un mot venant du normand qui désigne le sud-ouest. Son nom est une déformation de surouêt, lui-même déformation de su' ouêt (calqué sur norouêt, le noroît), ancienne prononciation de sud-ouest.
Le suroît est le nom donné par les marins au vent de sud-ouest sur les côtes de la Manche et de l'Atlantique. Vent marin doux et humide qui présente généralement un caractère stable et une vitesse régulière (en moyenne 60 km/h avec des pointes en rafales pouvant atteindre 130 km/h), il souffle sur tout le littoral de l'Espagne à la Normandie. Au passage d'une perturbation circulant d'ouest en est entre l'anticyclone des Açores et la dépression d'Islande, le vent d'abord de sud bascule rapidement au sud-ouest (le suroît, mervent ou méruéant en breton) à l'avant du front chaud de la perturbation, qui se marque par un ciel bas, des pluies tièdes et fines (type crachins) et parfois des vents forts (tempêtes de suroît en hiver à l'origine des grandes houles du large). Puis il bascule à l'ouest (kornog en breton) entre le front chaud et le front froid, et au nord-ouest (Noroît) à l'arrière du front froid, ce qui apporte, après quelques éclaircies, un temps instable avec des averses, parfois du grésil et du vent sous la forme de rafales qui dégagent le ciel avant l'établissement possible d'un anticyclone.
Les perturbations circulant d'ouest en est entre l'anticyclone des Açores et la dépression d'Islande sont ainsi une fabrique du vent qui amène les entrées maritimes. Le suroît « emporte loin à l'intérieur des terres des embruns chargés de sel qui se déposent sur les herbages, préservant l'équilibre alimentaire des bovins, et donnant à la gastronomie française ses incomparables agneaux prés salés. Chaud et humide, empruntant l'axe du Gulf Stream, il génère des microclimats subtropicaux dans sa zone d'influence. Deuxième vent, par ordre de force, dans le secteur breton, il est à prendre en compte pour les sorties en mer et les plans de campagnes de pêche, car c'est un vent “poissonneux”. C'est le vent rêvé de tous les navigateurs mais il entre aussi en compte dans le schéma des études et des investissements pour le développement des énergies éoliennes ».
Au Canada, le suroît est un vent de vallée venant de l'amont du Saint-Laurent vers l'aval.  Il est généralement annonciateur de temps chaud. Il est opposé au nordet, qui remonte le fleuve.
En Bretagne et sur la côte normande un suroît est aussi un chapeau en toile cirée portée par les marins pêcheurs. Son rebord forme une gouttière qui dirige l’eau de pluie sur le dos et non dans le cou. À ne pas confondre avec le « bob », en coton.